# Sabil Hansen
Sabil Osman Hansen (Danimarca, 4 novembre 2005) è un calciatore danese, difensore del Randers.

## Carriera

### Club
Cresciuto nel settore giovanile del B.93, il 20 giugno 2022 è stato acquistato dal Randers che lo ha in un primo momento assegnato alla propria formazione Under-19; già nel corso della sua prima stagione è stato tuttavia aggregato alla prima squadra, con la quale ha debuttato tra i professionisti il 22 maggio 2023 nell'incontro di prima divisione danese perso 3-1 contro il Nordsjælland ed ha invece trovato il primo gol tra i professionisti il 20 luglio 2025, nella trasferta pareggiata 1-1 contro il Vejle.

### Nazionale
Ha giocato con la nazionale danese Under-20.

## Statistiche

### Presenze e reti nei club
Statistiche aggiornate al 17 agosto 2025.
| Stagione        | Squadra         | Campionato      | Campionato | Campionato | Coppe nazionali | Coppe nazionali | Coppe nazionali | Coppe continentali | Coppe continentali | Coppe continentali | Altre coppe | Altre coppe | Altre coppe | Totale | Totale | Totale |
| Stagione        | Squadra         | Comp            | Pres       | Reti       | Comp            | Pres            | Reti            | Comp               | Pres               | Reti               | Comp        | Pres        | Reti        | Pres   | Reti   |        |
| --------------- | --------------- | --------------- | ---------- | ---------- | --------------- | --------------- | --------------- | ------------------ | ------------------ | ------------------ | ----------- | ----------- | ----------- | ------ | ------ | ------ |
| 2022-2023       | Randers         | SL              | 1          | 0          | CD              | 0               | 0               | -                  | -                  | -                  | -           | -           | -           | 1      | 0      |        |
| 2023-2024       | Randers         | SL              | 6          | 0          | CD              | 0               | 0               | -                  | -                  | -                  | -           | -           | -           | 6      | 0      |        |
| 2024-2025       | Randers         | SL              | 14         | 0          | CD              | 2               | 0               | -                  | -                  | -                  | -           | -           | -           | 16     | 0      |        |
| 2025-2026       | Randers         | SL              | 4          | 1          | CD              | 0               | 0               | -                  | -                  | -                  | -           | -           | -           | 4      | 1      |        |
| Totale carriera | Totale carriera | Totale carriera | 25         | 1          |                 | 2               | 0               |                    | -                  | -                  |             | -           | -           | 27     | 1      |        |